# شهرستان باچن
شهرستان باچن (به لاتین: Baqên County) یک منطقهٔ مسکونی در چین است که در ناگچو واقع شده‌است.